# João Cruz Costa
João Cruz Costa (São Paulo, 13 de fevereiro de 1904 – 10 de outubro de 1978) foi um filósofo e professor universitário brasileiro. É conhecido também apenas por seu apelido composto, Cruz Costa.
Foi o aluno "número um" da Faculdade de Filosofia, Ciências e Letras da Universidade de São Paulo, tornando-se, posteriormente, professor catedrático da mesma instituição.
Sua produção intelectual versou sobre diversas áreas, especialmente sobre o desenvolvimento da filosofia no Brasil, "procurando estabelecer relações entre o pensamento e a realidade social, política e econômica do País através de sua história. Ensaísta, crítico, sociólogo, biógrafo, além de filósofo, indicando com isso a diversidade dos seus conhecimentos. Divulgava-os pela docência e artigos em linguagem simples por meio de importantes jornais da época: O Estado de S. Paulo, Folha de S.Paulo (então Folha da Manhã), Jornal de São Paulo, Minerva de Buenos Aires e Jornadas do México. Membro da Sociedade Paulista de Escritores, da Sociedade de Biologia, do Instituto Histórico e Geográfico de São Paulo e da Sociedade de História das Idéias, do México". Foi precocemente aposentado por vias da ditadura militar em 1965, vindo a falecer em 1978.

## Biografia
Nascido em 1904 em São Paulo, era filho de pai português e mãe descendente de italianos. Inicialmente, Cruz Costa tinha a intenção de se tornar médico. Provavelmente, seu interesse pela medicina viera do fato de seu pai, José da Cruz Costa, ter falecido moço em 1922, aos 49 anos, acometido por crises derivadas da sífilis, que se manifestara já a partir de 1920. Conforme relatos familiares, José era republicano e fugira de Portugal por haver surrado um adversário monarquista, pensando tê-lo matado. Fora um comerciante bem sucedido, natural da vila de Palheira, perto da cidade de Coimbra, e fundou em São Paulo a loja de móveis "O Grande Oriente".
Aos 18 anos, com a intenção de estudar Ciências Sociais, Matemática e Medicina na Universidade de Jena, na Alemanha, João Cruz Costa partiu para a Europa. Não tendo obtido visto no consulado alemão, ficou em Paris e iniciou sua preparação para a Faculdade de Medicina. Inquieto, frequentou cursos de Ciências Naturais do Museu de História Natural e, simultaneamente, assistiu a conferências na Sorbonne e Colégio de França sobre temas filosóficos e sociológicos. Em 1925, já no Brasil, matriculou-se na Faculdade de Medicina de São Paulo e, dois anos depois, deixou o curso. Seu interesse estava em outro campo.
| “ | (...) comecei estudando medicina, revelando assim um interesse prático pelo homem, se não por ele, por sua saúde. Eu fizera aqui uns vagos estudos de filosofia com meu saudoso amigo, prof. Henrique Geenen, para satisfazer as exigências dos preparatórios. Para ingressar na Faculdade de Medicina éramos obrigados a prestar exame de psicologia e lógica, que o meu amigo e professor da Faculdade de Medicina, o professor Guilherme Bastos Milward, chamava de psicologia ilógica. Fui depois para a França em 1923 e entrei no curso preparatório da Faculdade de Medicina de Paris. Um dia, num grupo de brasileiros, encontrei o prof. Georges Dumas, que era grande amigo do Brasil, que me perguntou qual a especialização que eu iria fazer na medicina. A minha resposta foi: a psiquiatria. O velho Dumas, que era médico e agrégé de Filosofia, aconselhou-me então que fizesse estudos de filosofia e convidou-me para assistir às suas divertidas aulas aos domingos, no Asyle de St’Anne. Inscrevi-me como ouvinte nos cursos à Sorbonne, assistindo às aulas dos profs. Brunschvicg, Lalande, assim como as de Pierre Janet no Colégio de França. | ” |

A carreira que o tornaria famoso nacional e internacionalmente teve início simultâneo ao da criação da Faculdade de Filosofia, Ciências e Letras da Universidade de São Paulo. Em 1934, Cruz Costa matriculou-se no curso de Filosofia, licenciando-se em 1937. O contato com os professores da missão francesa, em especial Jean Maugüé, foi de extrema importância para ele. Por outro lado, o mestre francês encantou-se com o novo aluno e o indicou para uma Bolsa de Estudo na França que, infelizmente, não pôde aceitar. Outras oportunidades foram surgindo: tornou-se professor do Instituto de Educação e, mais adiante, assistente de Jean Maugüé na Cadeira de Filosofia na Faculdade de Filosofia, Ciências e Letras, além de professor do Colégio Mackenzie. A partir de então, preparou-se para o doutoramento com a tese Crítica das idéias políticas tomistas de Suarez e a defendeu na USP, em 1940.
Considerava que sofria influencia do que lia, ao invés de formular um pensamento original, conforme suas próprias palavras em entrevista para a Revista Trans/Form/Ação (1975):
| “ | Em 1920 eu ainda não me "situava". Sofria a influencia do que lia. Creio que a maioria dos da minha geração estava no mesmo caso. Li todo o Eça de Queiroz, todo o Anatole France, muita coisa de Balzac, de Camilo, de Fialho, de Machado de Assis. Foi a viagem à Europa que me abriu os olhos para outras realidades... 1930, seja lá como for, foi uma encruzilhada para a cultura brasileira e eu me encontrava, com muitos outros de minha geração, nessa encruzilhada. Uns seguiram pela direita, outros pela esquerda. Mas tudo isso de modo confuso para uns e outros... O espírito crítico que o estudo da Filosofia propicia, ou melhora, ainda não era então dos mais acurados naqueles jovens... Daí as confusões, as falácias, os desenganos, as desilusões. Não creio que a Filosofia, como disciplina acadêmica, ensine muito. Todavia, como escrevia o dominicano Maydieu, embora a "aquisição do filósofo pareça pobre, ela, no entanto, permite coordenar muitas riquezas". Eu achei que valia a pena dar atenção à riqueza da nossa realidade. Daí o meu trabalho desde então. | ” |

Em 1951, tornou-se finalmente catedrático da mesma universidade, num concurso que contou com nomes como Vicente Ferreira da Silva, Oswald de Andrade e Heraldo Barbuy. Cruz Costa era o único que havia feito doutorado em filosofia dentre os participantes.

## Carreira

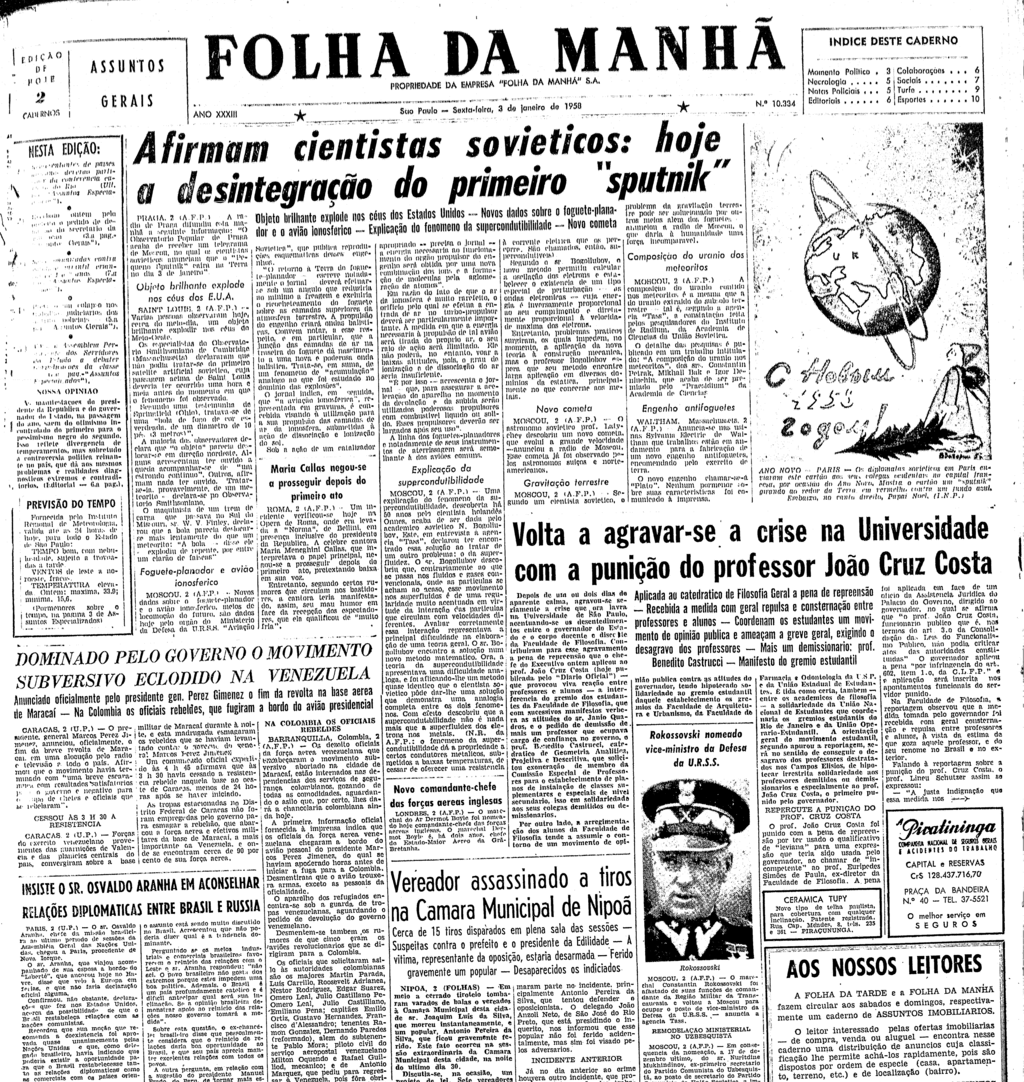
Capa da Folha da Manhã 3/1/1958

Nos idos de 1958, enfrentou os desmandos do então governador de São Paulo, Jânio Quadros. Em janeiro daquele ano, o professor Cruz Costa recebera uma pena de repreensão por haver concedido uma entrevista aos Diários Associados. Chamou de levianas as palavras do governador, que havia se dirigido de maneira ríspida ao então Diretor da FFLC Eurípedes Simões de Paula.
O caso ganhou grande repercussão, tendo sido capa da Folha da Manhã em 3 de janeiro de 1958. Cruz Costa se viu obrigado a se defender e levou o caso para o Supremo Tribunal Federal, que deferiu seu pedido em 3 de setembro de 1958, cancelando sua punição. Em janeiro de 1959, Jânio Quadros acatou a decisão e o professor fulminou seu comentário na Folha da Manhã: "Sempre foi hábito do sr. governador ser breve, como testemunham seus famosos bilhetes. Desta vez, entretanto, houve por bem s.exa. estender-se em longos reparos à decisão do Egregio Supremo Tribunal que, por unanimidade, o compeliu a cancelar o ato que me levara a apelar para aquela alta Corte de Justiça." 
No dia 20 de janeiro de 1964, o professor Cruz Costa foi obrigado a depor no DOPS acerca de um manifesto de apoio ao registro do Partido Comunista do Brasil, feito em setembro de 1961, supostamente assinado por diversos intelectuais, entre eles o próprio Cruz Costa, Caio Prado Jr., Florestan Fernandes, líderes estudantis, advogados, sindicalistas, entre outros. Com naturalidade, declarou que "alguns dos signatários têm posição política ou filosófica diferentes das apresentadas pelos comunistas, que é, aliás, o caso do declarante; que, em todo caso, crê, ainda hoje, que mais valia o Partido Comunista estivesse na legalidade do que na clandestinidade, como acontece na Itália, na França, na Inglaterra e em outros países verdadeiramente democráticos."
Em 1965, Cruz Costa deixou suas atividades docentes, afastado arbitrariamente pelos adeptos do golpe militar de 1964. Foi denunciado pelos seus colegas de universidade mais reacionários e teve que se refugiar por seis meses em 1964 na França, onde passou a dar aulas. O regime militar instaurou inquéritos policial-militares (IPM) acusando alunos, professores e funcionários da USP, os quais foram iniciados no segundo semestre daquele ano, sem poupar o professor Cruz Costa:
| “ | Na Faculdade de Filosofia, o IPM instalou-se num clima de grande hostilidade por parte de alunos e professores. Foram ouvidos Mário Schenberg, Cruz Costa e Florestan Fernandes. Fernando Henrique Cardoso, também acusado, já havia então aceito o convite para lecionar no exterior e deixado o País. Durante o inquérito, foi preso o professor Florestan, em virtude de carta de protesto que entregou ao coronel responsável e que constituía apenas uma defesa da dignidade da função de professor. A onda de protestos provocada por esta prisão parece ter contribuído para o encerramento do IPM. | ” |

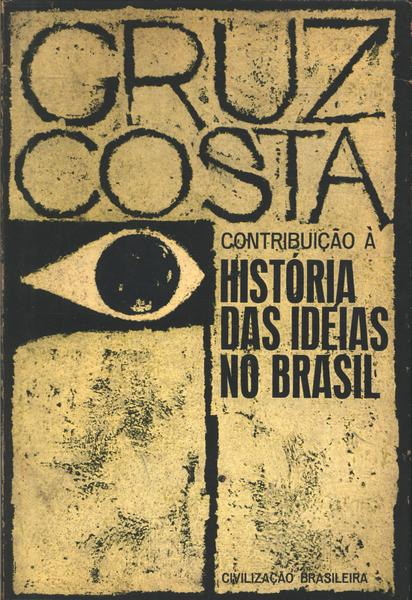
Capa do livro Contribuição à Historia das Ideias no Brasil, de João da Cruz Costa

Em 3 de setembro de 1965, o Conselho Permanente de Justiça da 2ª Auditoria da 2ª Região Militar decretou sua prisão preventiva, conforme consta de sua ficha no DOPS, arquivada no Arquivo Público do Estado de São Paulo. Nesta ficha, é falsamente acusado como "comunista grandemente relacionado com a Rússia".
Sua contribuição mais importante foi o livro Contribuição à História das Ideias no Brasil, publicado em 1956 e posteriormente editado e traduzido para vários idiomas. Nele, defendeu um pensamento crítico e mais voltado para a realidade brasileira, não necessariamente rejeitando os autores estrangeiros (europeus e estadunidenses) ou aceitando-os acriticamente, mas sim criando algo novo, original e brasileiro. Segundo Daniel Pansarelli:
| “ | A filosofia era assim considerada como uma disciplina livresca. Da Europa ela nos vinha já feita. E era sinal de grande cultura o simples fato de saber reproduzir as ideias mais recentemente chegadas. A novidade supria o espírito de análise, a curiosidade supria a crítica. O filoneísmo é, assim, um velho característico da nossa vida intelectual. Na história da nossa inteligência aparece ainda outro curioso traço: a mais completa e desequilibrada admiração por tudo o que é estrangeiro – talvez uma espécie de ‘complexo de inferioridade’ que deriva da situação colonial em que por longo tempo vivemos. | ” |

Com sua preocupação de viabilizar um pensamento nacional autônomo, deu destaque ao advento do positivismo como "momento de maior transformação da história brasileira", nas palavras do próprio Cruz Costa. Tinha grande interesse na evolução das ideias filosóficas brasileiras e exercia a reflexão permanentemente, fosse entre estudantes, família ou amigos, como descreve José Arthur Giannotti:
| “ | A reflexão, rente aos acontecimentos, exercia-se cotidianamente no círculo dos alunos e dos amigos. Nunca conseguiu dar uma aula magna. Mas com pontualidade e persistência de fazer inveja aos relógios, durante trinta anos, entrava numa sala, tirava do bolso umas pequenas folhas de papel, preenchidas com sua letra gorda, e começava a conversa com os alunos. Esta girava em torno de um tema central, mas, pouco a pouco, ia divergindo, entremeando um comentário sobre um livro lido na véspera ou sobre um acontecimento político. Não havia reflexão que não tentasse agarrar o cotidiano muito nosso. | ” |

Cruz Costa tinha uma preocupação importante em aplicar a reflexão à realidade brasileira, o que era a sua mania, como lembrado pelo crítico literário Antônio Cândido: "(...) o Professor Cruz Costa insistia sem parar na necessidade de aplicar a reflexão ao Brasil, mesmo que para isso fosse preciso sair da filosofia (ou da sociologia) estritamente concebida. Daí termos sido confirmados na vocação de críticos."

Em sala de aula, o professor Cruz Costa referia-se em suas aulas a "modas filosóficas", produtos de importação que absorvíamos no Brasil:
A Filosofia no Brasil sempre foi um produto de importação. Eu procurei mostrar isso em meu livro. Na Colônia, a escolástica importada de Coimbra; no Império, o ecletismo; a seguir o positivismo e o evolucionismo, que chegaram até a República. Depois, o neo-kantismo, um pouco de bergsonismo, muito ralo; o marxismo, o existencialismo e até Husserl, Hartmann e Heidegger! Ouvi dizer que vão traduzir Heidegger! Será um trabalho de Hércules. Mais recentemente, o estruturalismo. Até a fundação da Faculdade de Filosofia, o filoneísmo dominou nossa cultura. Era importante haver lido a obra mais recentemente publicada e, de preferência, no original. Mas não se indagava muito se o leitor assimilava o que lera. Assim, a Filosofia, como muito mais, era privilégio de raríssimas pessoas. Com o advento dos cursos regulares de Filosofia, a situação modificou-se em parte. Começamos então a nos vestir mais simplesmente, mais moderadamente, tendo em conta, por certo, a moda, mas sem os atavios e falsos luxos filoneístas. Fugir a moda não é fácil, mas vestir-se com exagero é ridículo. Foi por isso que terminei o meu livro citando Macunaíma, que se farta de todas as comezainas, de todas as frutas. Fala de indumentária, mas veste-se pouco. Canta todas as canções e dança todas as músicas. É o herdeiro latino, mas ignorante de todas as culturas...
João Cruz Costa desempenhou funções relevantes, como a de conselheiro da Biblioteca do Congresso em Washington (foi convidado pelo governo dos EUA em 1948), membro da Comissão de Historia das Idéias do Instituto Pan-americano de Geografia e História, delegado por São Paulo no 1º Congresso Brasileiro de escritores e correspondente da Cátedra Alejandro Korn, de Buenos Aires. Ainda, foi condecorado com o título de doutor honoris causa da Universidade de Rennes I e duas vezes homenageado pelo governo francês, como Cavaleiro da Legião de Honra e Palmas Acadêmicas no grau de cavaleiro.

## Últimos anos
Em seus últimos anos, ficou amargurado com a seriedade uniformizada que tomara conta do Brasil e era suspeito por seus colegas dedo-duros de faculdade, como descreve José Arthur Gianotti:
| “ | Seus últimos anos foram amargurados pela seriedade uniformizada que tomou conta do país. Ele, que dedicava tempo integral ao estudo das coisas nossas, metido o dia inteiro em sua riquíssima biblioteca, foi posto em suspeição pelos dedos duros da Universidade, como se estivesse a serviço de potências estrangeiras. Foi um dos primeiros a responder ao IPM instalado pela aliança entre os velhos professores rinocerontes e os militares de repressão. Para avaliar seu patriotismo lhe foi pedido que recitasse o Hino Nacional. A resposta veio incontinente: "Sem música, eu não sei cantá-lo". | ” |

Na semana passada um repórter me pedia, pelo telefone, dados sobre sua pessoa. Sua última questão, a mais formal, dizia: "Você acha que sua morte foi uma grande perda?" Esperando continuar como seu discípulo respondi depressa: "Não, Cruz Costa cumpriu seu ciclo de vida; sua irreverência, sua ironia, sua forma de ser brasileiro estão vivas entre nós; para ele só restava uma vida vegetal, que sempre recusou"... "Mas isto eu não posso publicar, respondeu o repórter, isto fere os sentimentos da família". Ele se esquece que sua família se entrelaça com seus amigos e seus estudantes na tentativa de aceitar risonhamente a finitude da vida e a indefinida expansão do espírito. Contra a carranca da ciência abstrata, temos a ironia dos acontecimentos; contra as promessas feitas para não serem cumpridas, temos a gravidade musical do comprometimento com tudo aquilo que é nosso e não comparece na cultura oficial; contra a versão burocrática da nacionalidade, opomos a tradição dos velhos cronistas de por em estória os acontecimentos decisivos do cotidiano.

## Morte
João Cruz Costa morreu em 10 de outubro de 1978, na capital paulista, aos 74 anos.
Sua biblioteca, com mais de 9.000 livros, pode ser acessada e consultada na Biblioteca Florestan Fernandes da FFLCH.

## Obras
- 1938 - Alguns aspectos da filosofia no Brasil.  São Paulo : Ed. da Faculdade de Filosofia.
- 1940 - Crítica das idéias tomistas de Suarez (Tese de doutorado). Faculdade de Filosofia, Ciências e Letras - Universidade de São Paulo.
- 1942 - Ensaio sobre a vida e obra de Francisco Sanches, São Paulo: Editora Faculdade de Filosofia.
- 1945 - A filosofia no Brasil; ensaios.  Porto Alegre : Globo, 1945.  177 p.  (Coleção tucano, 15).
- 1946 - O pensamento brasileiro – Boletim da USP – LXVII –Filosofia nº 2 – São Paulo.
- 1951 - Augusto Comte e as origens do positivismo.  São Paulo : J. Magalhães, 1951.
- 1954 - O desenvolvimento da filosofia no Brasil no século XIX e a evolução histórica nacional.  São Paulo : Faculdade de Filosofia, 1954.  (Tese de concurso à cátedra de filosofia geral).
- 1956 - O positivismo na república, notas sobre a história do positivismo no Brasil.  São Paulo : Nacional, 1956.  203 p.  (Biblioteca pedagógica brasileira, série 5ª.  Brasiliana, 291).
- 1956 - Contribuição à história das idéias no Brasil; o desenvolvimento da filosofia no Brasil e a evolução histórico nacional.  Rio de Janeiro : José Olympio, 1956.  484 p.  (Coleção documentos brasileiros, 86).
- 1957 - Vom Werden des Brasilianischer.  Porto Alegre : Globo, 1957.
- 1960 - Panorama da História da Filosofia no Brasil – São Paulo: Editora Cultrix.
- 1962 - Panorama of the history os phylosophy in Brazil.  Tradução Fred G. Stum.  Washington : Pan American Union, 1962.  111 p.  (Pensamiento de America)
- 1968 - Pequena História da República – Rio de Janeiro: Editora Civilização Brasileira.

## Estudos e Livros Sobre Cruz Costa
- ACERBONI, Lídia.  Cruz Costa e a história das idéias.  In : _____.  A Filosofia Contemporânea no Brasil.  Tradução João Bosco Feres.  Prefácio Miguel Reale.  São Paulo : Grijalbo, 1969.  p. 108-111.
- AMARAL, Jésus Salvador do.  O pensamento filosófico no Brasil: em sinopse.  Roma : Universidade Gregoriana, 1965.  42 p.
- AZEVEDO, Fernando de. Figuras de meu Convivio. São Paulo : Melhoramentos,1960. P. 157-163.
- CORDEIRO, H.D. (2003) Entrevistando Anita Novinski – Revista Judaica – n.º 65.
- CRESSON, A. (1931) A posição atual dos problemas filosóficos (trad. e prefácio de Lourenço Filho). São Paulo: Edições Melhoramentos.
- FERRAZ JÚNIOR, Tércio Sampaio.  João Cruz Costa (1904-1978). Revista Brasileira de Filosofia, São Paulo, v. 29,  n. 113,  p. 6-7,  jan./mar., 1979.
- GIANNOTTI, J. A. (1944) Perfis de mestres – João Cruz Costa – Estudos Avançados - Vol. 8 – nº 22.
- MELO, Luís Correia de.  Dicionário de autores paulistas.  São Paulo, 1954.  p. 165-166.
- MENEZES, Raimundo de.  Dicionário literário brasileiro.   São Paulo : Saraiva, 1969.  v. 2.  p. 393-394.  il.
- PAIM, Antonio.  João Cruz Costa (1904-1978).  Presença Filosófica, Rio de Janeiro, v. 7,  n. 4,  p. 56-57.  out./dez. 1981.
- _____.  Costa (João Cruz).  In : LOGOS : Enciclopédia Luso-Brasileira de Filosofia.  Lisboa : Verbo, 1989.  v. 1,  p. 1200-1201.
- _____.  História das idéias filosóficas no Brasil.  5. ed.  Londrina : Editora UEL, 1997.  p. 609-645.
- PRADO JÚNIOR, Bento.  Cruz Costa e a história das idéias no Brasil.  In : MORAES, Reginaldo (Org.).  Inteligencia Brasileira.  São Paulo : Brasiliense, 1986.  p. 101-124.
- QUEM é quem no Brasil : biografias contemporâneas.  São Paulo : Sociedade Brasileira de Expansão Comercial, 1948.  109 p.
- USP – Faculdade de Filosofia, Ciências e Letras (1952). Histórico do Concurso da Cadeira de Filosofia. Seção de Publicação da F.F.C.L.
- VELLOSO, Arthur Versiani. João Cruz Costa. Vom Werden des Brasilianischer.  Porto Alegre : Globo, 1957.  Kriterion, Belo Horizonte, n. 43-44, p. 330-333, jan./jun. 1958.
- VITA, Luis Washington.  Cruz Costa.  In : _____.  Panorama da Filosofia no Brasil.  Porto Alegre : Globo, 1969.  p. 120-122.  (Série Universitária).
- WITTER, J. S. (1979) João Cruz Costa. Ciência e Cultura, 31(3).

## Homenagens
- João Cruz Costa - Doutor Honoris Causa da Universidade de Rennes, na França, homenagem concedida em 3 de maio de 1958.[14]
- Cavaleiro da Legião de Honra (Chevalier de la Légion d'Honneur em francês) - Homenagem do Governo da França.
- Palmas Acadêmicas no grau de cavaleiro  (Officier des Palmes Académiques em francês) - Homenagem do Governo da França.
- Centro Acadêmico de Filosofia João Cruz Costa – USP (denominação).[15]
- João Cruz Costa – Patrono da Cadeira 32 da Academia Paulista de Psicologia – São Paulo.[16]
- Escola Estadual João Cruz Costa – São Paulo (denominação).[17]
- Rua João Cruz Costa – Rio de Janeiro (denominação).
- Rua João Cruz Costa – São Paulo (denominação).